# 阿爾漢海爾斯凱 (赫爾松州)
阿尔汉海尔斯凯（烏克蘭語：Архангельське）是位於烏克蘭南部的市級鎮，由赫爾松州贝里斯拉夫区的維索科皮利亞市鎮負責管轄。該鎮處於維索科皮利亞西南面16公里，面積3.73平方公里，海拔高度21米，2022年人口数量为1,731人，人口密度每平方公里505.22人。
於俄乌战争期間，該鎮從2022年3月16日至10月2日遭俄軍佔領，並隨後被烏軍收復。